# Mr. Scruff

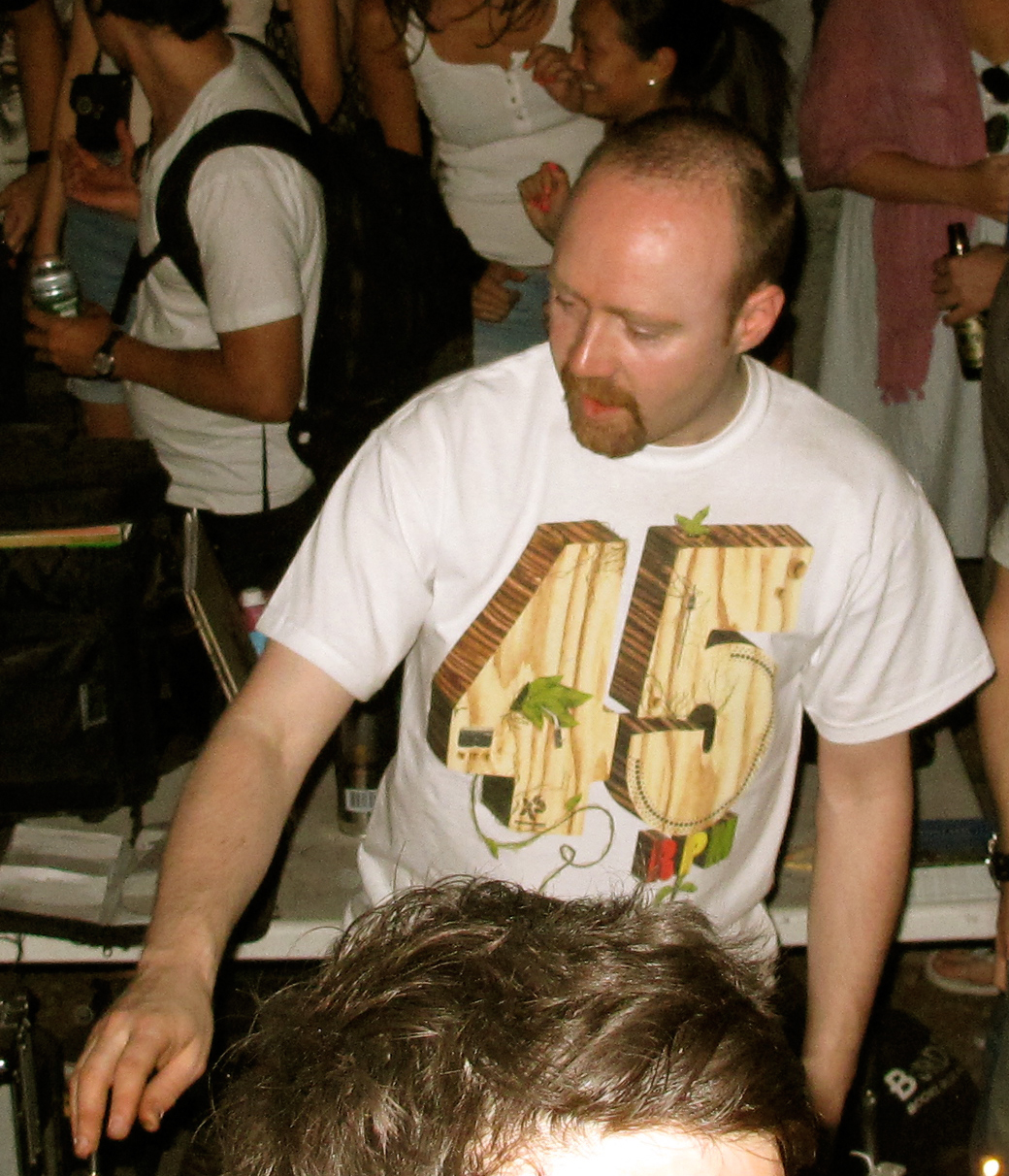
Mr. Scruff in 2009

Mr. Scruff (Andy Carthy) (Macclesfield, 10 februari 1972) is een Britse dj, acid jazz-muzikant en beeldend kunstenaar.
Hij woont in Stockport, nabij Manchester in Engeland en studeerde aan de kunstacademie van Sheffield.
Hij is al dj sinds 1994, eerst was hij alleen bekend om en rond Manchester, daarna in heel Groot-Brittannië.
Zijn debuutalbum Mr. Scruff, werd uitgegeven door het kleinere label Paradise Records,
latere albums zoals Keep It Unreal en Trouser Jazz werden uitgegeven door het al wat grotere Ninja Tune label.

## Discografie

### Albums
- Mr. Scruff (1997)
- Keep It Unreal (1999)
- Trouser Jazz (2002)
- Mrs. Cruff (re-release) (2005)
- Ninja Tuna (2009)
- Bonus Bait (2009)
- Friendly Bacteria (2014)

### Andere Projecten
- Heavyweight Rib Ticklers (DJ Mix Album) (2002)
- Keep It Solid Steel Volume I (DJ Mix Album) (2004)

## Trivia
In Windows 7 werd zijn nummer 'Kalimba' in de map 'Voorbeelden van muziek' toegevoegd.